# مسیه ۸۷
مسیه ۸۷ (یا M87, Virgo Aیا NGC ۴۴۸۶) بزرگترین کهکشان در بخش شمالی خوشه سنبله است که در فاصله ۶۰ میلیون سال نوری از ما قرار دارد.